# Agonum maritimum
Agonum maritimum är en skalbaggsart som beskrevs av Thomas Casey. Agonum maritimum ingår i släktet Agonum och familjen jordlöpare. Inga underarter finns listade i Catalogue of Life.